# Южный Парк: После COVID’а
«Южный Парк: После COVID’а» (англ. South Park: Post COVID) — третий эпизод двадцать четвёртого сезона анимационного комедийного ситкома телеканала Comedy Central «Южный Парк». Режиссёром и автором сценария выступил Трей Паркер. Эпизод также является первым из 14 будущих фильмов сериала для стримингового сервиса Paramount+. Премьера состоялась 25 ноября 2021 года.

## Сюжет
В 2061 году, спустя сорок лет после событий «Спецвыпуска в вакцинацию», Стэн Марш переехал из Южного Парка в другой город, где работает «онлайн-консультантом по виски». Стэн живёт с Amazon Alexa, проецирующей ему назойливую жену. После новости о том, что пандемия COVID-19 почти закончилась, Стэну звонит Кайл Брофловски, теперь консультант в начальной школе Южного Парка, и сообщает ему, что Кенни Маккормик умер.
Стэн возвращается в Южный Парк, чтобы отдать дань уважения Кенни, который стал богатым и известным физиком. Кенни утверждал, что в случае его смерти его лучшие друзья поймут, где найти недостающую информацию о происхождении COVID-19, если снова будут думать, как дети. Эрик Картман стал раввином с любящей женой и тремя детьми, к негодованию Кайла, полагающего, что Картман притворяется раввином с целью потешиться над ним. Стэн не хочет оставаться надолго в Южном Парке и отказывается помогать, когда Кайл предлагает найти недостающую информацию Кенни. На поминках также присутствуют бывшие одноклассники: Твик Твик и Крейг Такер всё ещё вместе; Венди Тестабургер теперь замужем; Джимми Волмер — ведущий ночного ток-шоу, рассказывающий толерантные шутки; Токен Блэк — сотрудник правоохранительных органов, и Клайд Донован. Стэн смотрит интервью с Кенни, где в его записях замечает название марихуаны «Травка надёжности».
На похоронах, где Скотт Малкинсон работает священником, Стэн сердится на траурную речь, поскольку считает, что именно Кайл причастен к словам о примирении с близкими: заставить его навестить своего отца Рэнди Марша. Стэн в ярости покидает похороны, планируя уехать из города, однако, один из учёных утверждает, что причиной смерти Кенни был новый штамм SARS-CoV-2, что вызывает массовую панику. Военные закрывают город на карантин, так как в городе есть один человек, который не вакцинирован и, следовательно, находится в группе риска. Оставшись в Южном Парке и вынужденный жить во временном приюте под руководством ПК Директора, Стэну ничего не остаётся, кроме как навестить своего отца. Картман и его семья умоляют Кайла остаться в его доме из-за переполненного приюта, где Картман произносит имена религиозных еврейских фигур во время секса со своей женой.
Стэн навещает отца в доме престарелых «Мрачные аллеи». Выясняется, что вскоре после начала пандемии Шерон хотела развестись с Рэнди, получив половину фермы, что привело к драке. Стэн, которому надоела ферма, сжёг её, не подозревая, что его сестра Шелли была заперта в амбаре. Убитая горем из-за потери дочери, Шерон покончила с собой, а Рэнди и Стэн обвинили друг друга в этом и расстались. Вместе они сбегают из дома престарелых на «Ферму надёжности», где Рэнди признаётся, что это он был тем, кто начал пандемию сорок лет назад. Рэнди винит во всей ситуации рост политического и экономического влияния Китая и выход фильма «Космический джем: Новое поколение», а также упоминает, что в доме престарелых он прятал семена марихуаны в своей прямой кишке. Стэн понимает, где Кенни спрятал свою информацию: в своей прямой кишке.
Токен, Крейг, Твик, Венди, Джимми и Клайд сами пытаются найти информацию Кенни. Они обнаруживают, что Клайд — единственный человек в Южном Парке, который не вакцинирован (и, таким образом, является причиной карантина). Они пытаются получить информацию от единственного выжившего коллеги Кенни, доктора Виктора Чауса, но, поскольку Клайд не вакцинирован, их не допускают в психиатрическую больницу к Чаусу. Группа обнаруживает секретную лабораторию Кенни в начальной школе, залитую кровью. Они также узнают, что Кенни не просто пытался выяснить происхождение вируса; он пытался совершить путешествие во времени, чтобы вернуться в прошлое и предотвратить его появление.
В больнице Стэн, Кайл и Картман отправляются в морг. Они извлекают флешку Кенни из его прямой кишки и приносят в лабораторию в школе, где воссоединяются с остальной группой. Все смотрят видео Кенни, где он пытается вернуться в прошлое. Его коллега показывает, что Кенни определил источник антиутопического будущего: Стэн, Кайл и Картман — они позволили пандемии разрушить их дружбу. Впоследствии Кенни посвятил свою жизнь путешествию во времени, чтобы спасти их дружбу. Поскольку Кенни не надел медицинскую маску, произошла неисправность, в результате которой погибли все учёные, а Кенни заразился штаммом SARS-CoV-2 из прошлого. Осознание того, что Кенни обвинил их в плохом будущем, в котором они живут сейчас, заставляет Стэна, Кайла и Картмана задуматься о своём счастливом детстве и о том, как они позволили пандемии разрушить их дружбу. Стэн и Кайл клянутся завершить работу Кенни и совершить путешествие во времени, чтобы исправить будущее и свою дружбу. Картман также соглашается помочь, однако уходит из лаборатории к своей семье, осознавая, что не хочет исправлять будущее, и сбегает с ними. Рэнди на сожжённых полях «Фермы надёжности» находит последний росток марихуаны и клянётся защитить его.
Тем временем в психиатрической больнице, выясняется, что «Виктор Чаус» является неправильным произношением имени Виктора Хаоса, альтер-эга Баттерса Стотча.

## Производство
5 августа 2021 года стало известно, что Трей Паркер и Мэтт Стоун подписали сделку на 900 миллионов долларов о продлении сериала до 30-го сезона и создании 14 полнометражных фильмов, эксклюзивных для Paramount+. Также было объявлено, что в конце 2021 года выйдут два фильма, названия которых на тот момент были неизвестны.
South Park Studios, производственная компания сериала, была закрыта с начала пандемии в марте 2020 года, поэтому съёмочной группе пришлось работать удалённо. Паркер заявил, что фильм снят для телевидения и не имеет театрального бюджета. Стоун отметил, что они хотят продолжать эксперименты, потому что «мы находимся там, где находится много людей, и это отстой в будущем. Мы хотели бы вернуться туда, где каждую неделю мы можем делать что-то совершенно другое».

## Отсылки на поп-культуру
Вселенная-антиутопия будущего, которую затмевают консьюмеризм, видеобилборды гейш и летающие машины, является отсылкой к «Бегущему по лезвию» (1982). Голографическая подруга Стэна — Amazon Alexa, пародия на голографическую подругу главного героя фильма «Бегущий по лезвию 2049» (2017). Завязка сюжета, где смерть друга возвращает мальчиков в Южный Парк, является отсылкой к «Оно 2» (2019), где Кайл играет роль Майка Хэнлона спустя 27 лет после событий первого фильма. Сцена, где Стэн возвращается впервые за много лет в Южный Парк, является отсылкой к сцене из фильма «Полицейский из Беверли-Хиллз» (1984) с песней «Stir It Up» Патти Лабелль.
В мультфильме также есть отсылки к «Крёстному отцу 2» (1974) и упоминание фильма «Космический джем: Новое поколение» (2021).

## Отзывы и критика
| Рейтинги        | Рейтинги |
| Издание         | Оценка   |
| --------------- | -------- |
| The A.V. Club   | B-       |
| Flickering Myth | [ 2 ]    |
| Bubbleblabber   | 9/10     |

Дэн Кэффри из The A.V. Club отметил две лучшие шутки: об Эрике Картмане, ставшим раввином и Джимми Волмере — ведущем ночного ток-шоу, пытающемся рассказывать толерантные шутки. Лиам Хуф из Flickering Myth отметил, что в «Южном Парке: После COVID’а» «есть действительно приятные сатирические штрихи, и много шуток, связанных с COVID’ом, которые хорошо подходят». Джон Шварц из Bubbleblabber отметил, что «„Южный Парк: После COVID’а“ показывает нам гораздо более привлекательное будущее франшизы, в котором бренд переходит непосредственно к потоковой передаче, что даёт больше времени на повествование историй с примесью грубых диалогов, которые ещё даже не были полностью изучены».